# Собор Визеу
Кафедральный собор Визеу (порт. Sé de Viseu) — католический собор в городе Визеу (Португалия). Кафедральный собор епархии Визеу. Построен в XII веке на месте более древней церкви, впоследствии несколько раз перестраивался. Памятник архитектуры, включённый в список национального наследия Португалии.

## Общее описание
Кафедральный собор расположен в самом центре города, на центральной площади, на которую кроме него выходит ещё один архитектурный памятник — церковь Мизерикордия. Центральная площадь находится на самой вершине холма, на склонах которого расположился исторический центр Визеу. Благодаря этому собор хорошо виден из разных районов города. В соборе Визеу (точнее в древней церкви, стоявшей на его месте) был похоронен Родерих, последний король вестготов.
Рядом с кафедральным собором расположено здание старого епископского дворца, в котором сейчас располагается музей Гран Вашку. Музей располагает коллекцией, в которой собрано большинство работ художника Вашку Фернандиша по прозвищу Гран Вашку, который был уроженцем Визеу.

## История
Археологические раскопки показывают, что христианская церковь располагалась на месте современного собора Визеу по меньшей мере со времён свевов (V—VI века). Христианская жизнь города была нарушена в VIII веке с прибытием мавров, которые владели городом до 1058 года, когда Визеу был отвоёван христианской армией Фердинанда Великого.
В середине XII века в Визеу восстановлена епископская кафедра, в тот же период началось возведение собора в романском стиле. От этого собора в современном здании сохранились лишь отдельные черты из-за многочисленных средневековых перестроек. В Средние Века собор приобрёл современную трёхнефную структуру с тремя капеллами с восточной стороны.
К XVI веку относится создание ряда декоративных элементов интерьера в стиле мануэлино, а также возведение колоколен. В 1539 году был построен ренессансный клуатр в итальянском стиле. В 1635 году северная колокольня была разрушена сильным штормом и заново построена по первоначальному проекту.

## Интерьер
Собор имеет в плане форму латинского креста, состоит из трёх нефов, трансепта и трёх боковых капелл с восточной стороны. Главный алтарь украшен золочёной резьбой по дереву XVIII века. Статуя Девы Марии в алтаре — XIV века.